# Tlanchinol
Tlanchinol è un comune del Messico, situato nello stato di Hidalgo.